# Pordenone Calcio 1988-1989
Questa voce raccoglie le informazioni riguardanti il Pordenone Calcio nelle competizioni ufficiali della stagione 1988-1989.

## Rosa
| N. |                   | Ruolo | Calciatore              |
| -- | ----------------- | ----- | ----------------------- |
|    | Italia (bandiera) | D     | Massimo Andreotti       |
|    | Italia (bandiera) | C     | Stefano Andretta        |
|    | Italia (bandiera) | C     | Fabrizio Benedet        |
|    | Italia (bandiera) | C     | Paolo Bortoluzzi        |
|    | Italia (bandiera) | C     | Marco Brignoli          |
|    | Italia (bandiera) | D     | Fausto Carnio           |
|    | Italia (bandiera) | D     | Massimiliano Castenetto |
|    | Italia (bandiera) | A     | Nicola Cavestro         |
|    | Italia (bandiera) | P     | Michele Dal Cin         |
|    | Italia (bandiera) | C     | Alessandro Del Zotto    |
|    | Italia (bandiera) | P     | Claudio Ferrati         |
|    | Italia (bandiera) | D     | Germano Fioraso         |

| N. |                   | Ruolo | Calciatore          |
| -- | ----------------- | ----- | ------------------- |
|    | Italia (bandiera) | D     | Walter Gava         |
|    | Italia (bandiera) | A     | Alessandro Guiotto  |
|    | Italia (bandiera) | C     | Roberto Lenarduzzi  |
|    | Italia (bandiera) |       | Lucchetta           |
|    | Italia (bandiera) | C     | Massimo Marchesan   |
|    | Italia (bandiera) | D     | Giuseppe Margiotta  |
|    | Italia (bandiera) | C     | Angelo Mastropasqua |
|    | Italia (bandiera) | D     | Nunzio Nusco        |
|    | Italia (bandiera) | D     | Antonio Poletto     |
|    | Italia (bandiera) | C     | Carlo Salzano       |
|    | Italia (bandiera) | C     | Fabio Schiraldi     |
|    | Italia (bandiera) | D     | Alessio Valle       |